# Bocas do Inferno
Bocas do Inferno é o segundo álbum lançado pelo grupo musical português Gaiteiros de Lisboa em 1997.
Além do prémio José Afonso 1997, atribuído pela Câmara Municipal da Amadora, várias publicações reconheceram este álbum como sendo dos melhores do ano, como o Público, a Blitz e o Diário de Notícias.

## Faixas
1. "Trângulo-Mângulo"
2. "Leva-Leva"
3. "Agora Que Eu Vou Cantar"
4. "Trompa da Moda"
5. "Segadinhas"
6. "Por Riba se Ceifa o Pão"
7. "Milho Grosso"
8. "Ciau Xau Macau"
9. "Wash Post"
10. "Folia do Espírito"
11. "Cromórnia"
12. "Condessa"
13. "Nós Daqui e Vós Dali"
14. "Chula Gaiteira"